# (You're the) Devil in Disguise
(You're The) Devil in Disguise è una canzone interpretata da Elvis Presley che ha vinto il disco d'oro ed ha raggiunto la vette delle classifiche in diverse nazioni fra cui la Gran Bretagna, Canada, Finlandia, Belgio, Irlanda, Paesi Bassi e Norvegia. Nell'incisione Elvis è accompagnato dal coro The Jordanaires con la partecipazione del basso J. D. Sumner.
Fu pubblicata come 45 giri (You're the) Devil in Disguise / Please Don't Drag That String Around.
Nel 1963, quando la canzone debuttò presso il pubblico britannico all'interno dello show Juke Box Jury della BBC Television, l'ospite in trasmissione John Lennon si espresse sfavorevolmente nei confronti del pezzo dicendo che ormai Elvis Presley "era diventato come Bing Crosby". Ciò non impedì al singolo di raggiungere la prima posizione in classifica in Gran Bretagna.
Il brano è stato usato nella colonna sonora dei film Scorpio Rising (1963), She-Devil - Lei, il diavolo (1989) e Lilo & Stitch (2002).

## Formazione
- Elvis Presley - voce
- The Jordanaires - coro
- Millie Kirkham - coro
- Scotty Moore - chitarra ritmica
- Grady Martin - chitarra solista
- Harold Bradley - basso "tic-tac"
- Floyd Cramer - pianoforte
- Bob Moore - contrabasso
- D. J. Fontana - batteria
- Buddy Harman - batteria
- Boots Randolph - shaker